# La Reforma, Chihuahua
La Reforma är en ort i Mexiko.   Den ligger i kommunen Urique och delstaten Chihuahua, i den nordvästra delen av landet, 1 200 km nordväst om huvudstaden Mexico City. La Reforma ligger 478 meter över havet och antalet invånare är 142.
Terrängen runt La Reforma är lite bergig. Runt La Reforma är det mycket glesbefolkat, med 7 invånare per kvadratkilometer. Närmaste större samhälle är Nuevo Techobampo, 15,3 km sydväst om La Reforma. I omgivningarna runt La Reforma växer huvudsakligen savannskog.